# Pseudotaxiphyllum laetevirens
Pseudotaxiphyllum laetevirens là một loài Rêu trong họ Plagiotheciaceae. Loài này được (Dixon & Luisier ex F. Koppe & Düll) Hedenas miêu tả khoa học đầu tiên năm 1992.